# Casimir Delavigne
Jean-François Casimir Delavigne (4 d'abril de 1793 - 11 de desembre de 1843) va ser un poeta i dramaturg francès.
Nascut a Le Havre, va ser enviat a París per rebre educació en el Lycée Napoleon. Inspirat per la batalla de Waterloo va escriure dos poemes apassionats; el primer estava dedicat per complet a Waterloo mentre que el segon, Devastation du muse, unia l'entusiasme patriòtic amb les al·lusions a la política. Més endavant va afegir un tercer poema que no va tenir tant èxit, Sur le besoin de s'unir après le départ des étrangers. Aquestes obres es van fer molt populars entre els francesos.
En 1843 va abandonar París per traslladar-se a Itàlia per tal d'intentar recuperar la seva salut, danyada per un excés de treball. Quan es trobava a Lió li van fallar definitivament les forces i va morir l'11 de desembre.

## Obres destacades
- Louis XI (1832)
- Les Enfants d'Édouard (1833)
- Don Juan d'Autriche (1835)
- Une Famille au temps du Luther (1836)
- La Popularité (1838)
- La Fille du Cid (1839)
- Le Conseiller rapporteur (1840)
- Charles VI (1843)